# Sóndor (sitio arqueológico)
Sóndor, también escrito como Sondor, es un complejo arqueológico chanca e inca. Está situado cerca a la laguna Pacucha, en la sierra sur del actual Perú, a 21 kilómetros al noreste de Andahuaylas. Es el centro administrativo inca más grande de la región de Andahuaylas. Pertenece al distrito de Pacucha.
A Sóndor concurrían en fechas claves del calendario agrícola, es decir en cada uno de los solsticios y equinoccios, en el cual desarrollaban una serie de fiestas rituales, así mismo se celebraba el reencuentro entre comunidades lejanas. El santuario es por tanto un centro ceremonial andino, en la que existe una alta concentración de energía de la tierra. Al cual hasta el día de hoy concurren los lugareños a realizar una serie de rituales denominados: "pagapus". Además Sondor fue parte durante años de una gran hacienda llamada igualmente; esta tuvo una extensión de 50 mil hectáreas, abarcando la Puna y ceja de selva , siendo la más grande de toda Apurímac, el último propietario de esta gigantesca Hacienda fue don Bernardino Ibáñez Altamirano.

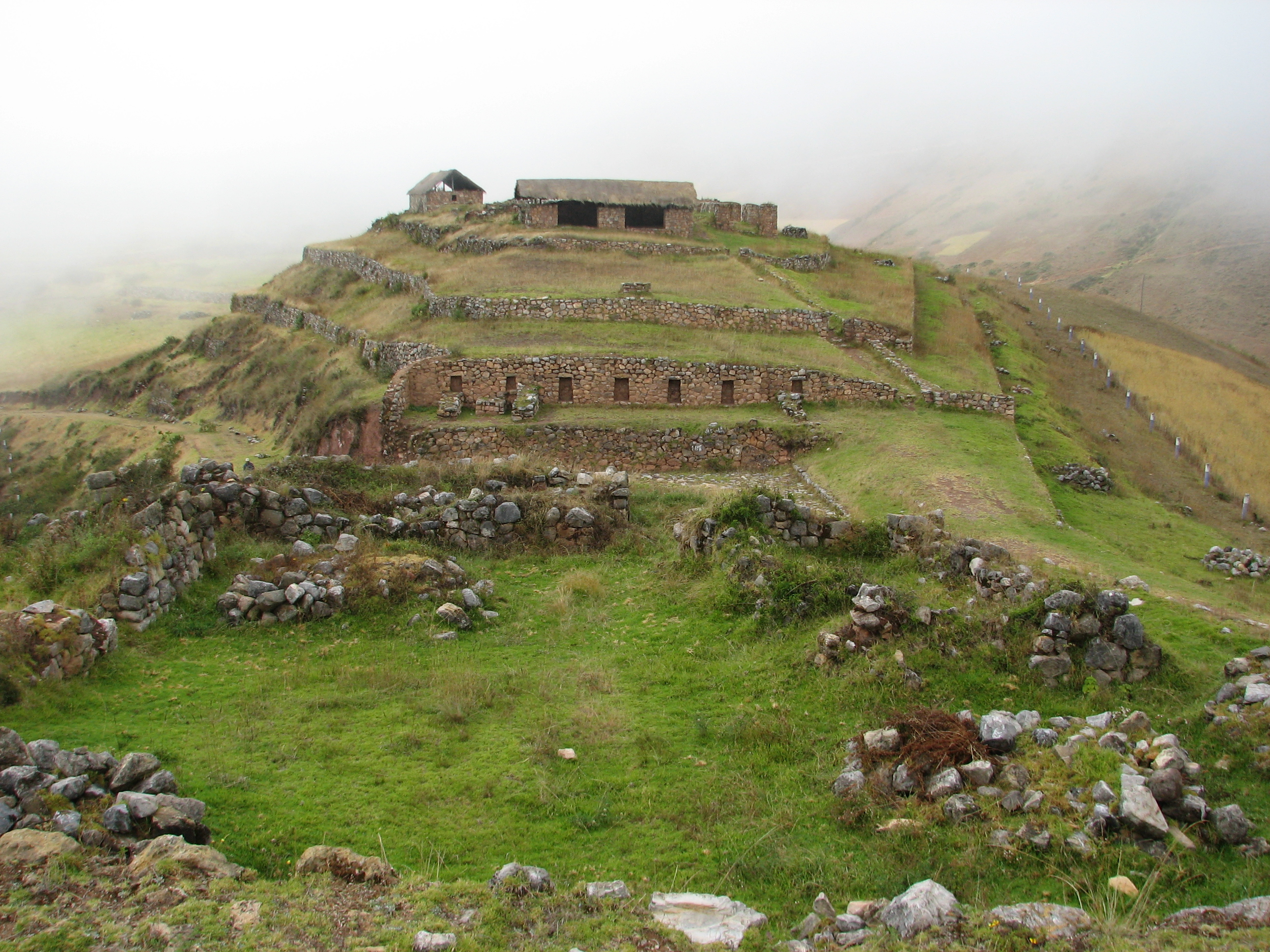
Complejo arqueológico de Sondor

## Ubicación geográfica
Está situado en el distrito de Pacucha a 21 km al noroeste de la ciudad de Andahuaylas. Ocupa un área de 20 mil metros.

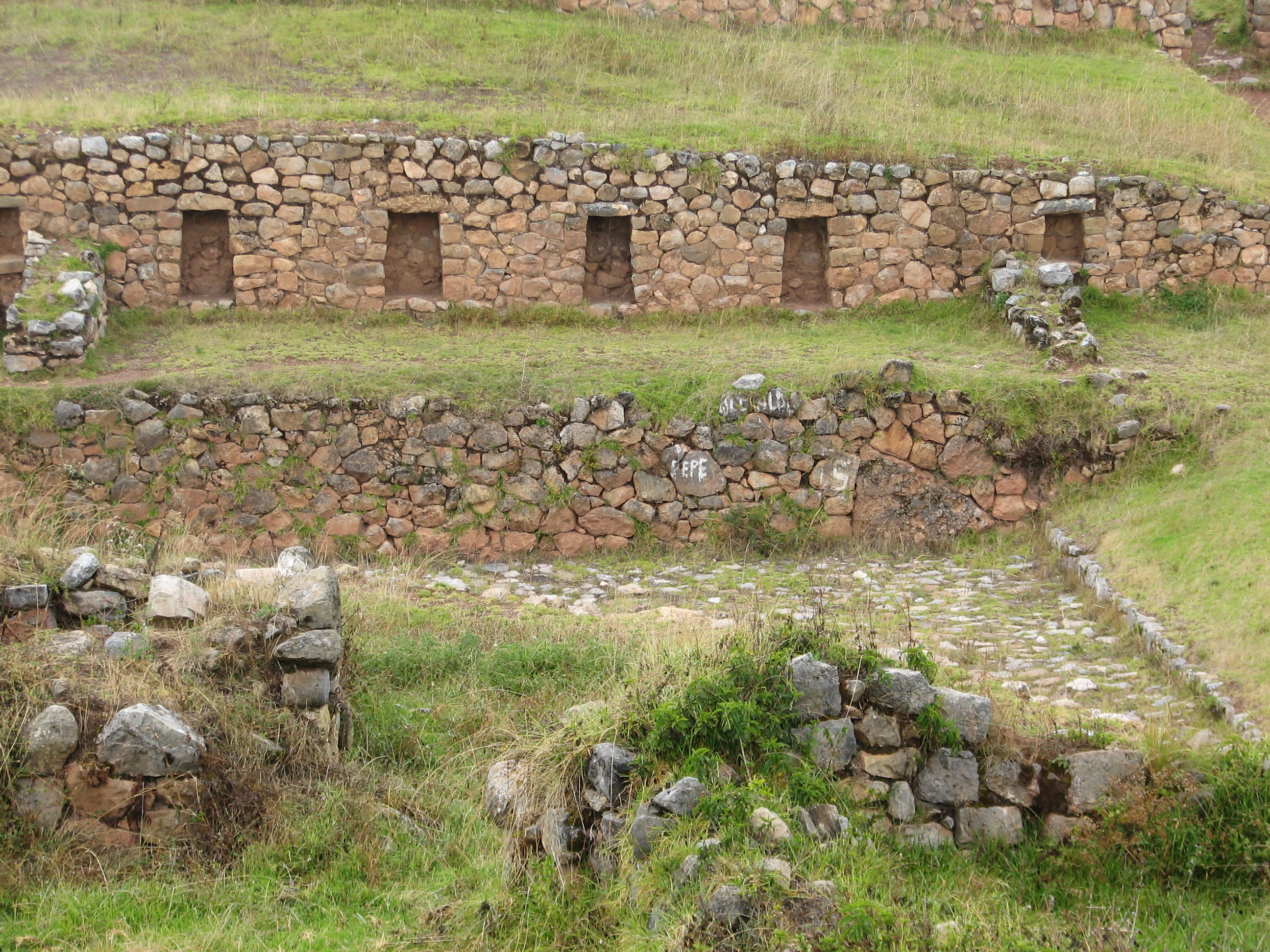
Hornacinas trapezoidales incas

## Arquitectura
La mayoría de la arquitectura visible de Sondor es inca; entre los edificios incas sobresale la colina atezarrada de Muyumuyu, construcción emblemática del complejo, que albergaba un santuario en la cima. En la colina hacia el este existía una aldea chanka, la cual se halla mal conservada. 

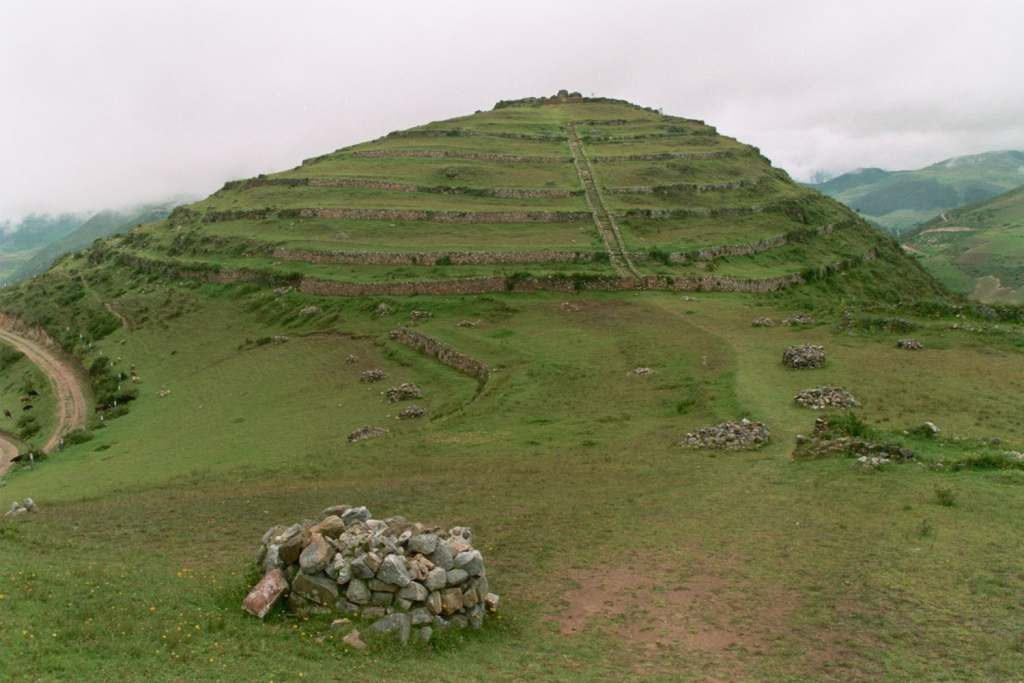
Colina atezarrada de Muyumuyu